# قطعنامه ۹۰۲ شورای امنیت
قطعنامه  ۹۰۲ شورای امنیت سازمان ملل متحد که در تاریخ ۱۱ مارس ۱۹۹۴ تصویب شد، سندی بین‌المللی دربارهٔ قبرس است. این قطعنامه طی نشست ۳۳۴۷ام با ۱۵ رای موافق، ۰ مخالف و ۰ ممتنع تصویب شد.